# Ruhaméret
A ruhaméret („nagyság”) olyan jelzőszám vagy betű, amely arra utal, hogy a megjelölt ruhadarab milyen méretű és alkatú testre illeszkedik legjobban. Ennek alapján tudja a vásárló kiválasztani, hogy milyen méretű ruhadarabot válasszon magának. Külön-külön mérettáblázatok szolgálnak a szövött és kötött női, férfi- és gyermek-felsőruházatokra, a szövött és kötött alsó- és sportruházatokra.

## Testarányok

A fő testméretek

A szakirodalom a felnőttek testének hosszirányú arányait a fej méretére alapozza és eszerint az arányos test magassága a fej 7 és féleszerese. A valóságban azonban test formája minden egyes embernél más és más. A magas, az alacsony, a kövér és a sovány ember testméretei az ideális arányoktól eltérnek.
A ruházati cikkek szabásánál a test néhány jellegzetes méretét veszik alapul. Ezek:
- ingeknél a nyakbőség,
- a vállszélesség,
- a mellkerület (mellbőség),
- nőknél a mell alatti rész kerülete,
- a derékbőség,
- a csípőbőség,
- a kar hossza,
- nadrágoknál a láb belső hossza (lépéshossz),
- zokniknál, cipőknél a lábfej hossza,
- kesztyűknél a tenyér körmérete.

Ezek a méretek és egymáshoz viszonyított arányaik általában minden embernél eltérők. Ezért régen – a ruhaipar 19. századbeli megjelenéséig – mindenkire egyedileg készítettek ruhákat, amelyek szabásánál az adott személy egyedi testméreteit vették alapul. Mivel a ruhaipar olyan emberek számára készíti termékeit, akiket nem ismer, a ruhadarabok jellegzetes méreteit csak statisztikai alapon állapíthatja meg. Ebből a célból a fogyasztóközönség széles körében időnként statisztikai felméréseket (méretkutatást) végeznek és ezek adatait dolgozzák fel. Hazánkban az első nagyarányú méretkutatást mintegy 50 000 emberen 1958-ban végeztek, amely az ország egész területére kiterjedt. Ennek során megállapították, hogy a lakosság nagyobb része a középmagas kategóriába tartozik (férfiaknál 170, nőknél 161 cm az átlagos testmagasság). (A méretkutatást az 1970-es években megismételték, de azóta nem végeztek ilyen felmérést és nem módosították annak megfelelően a konfekció-mérettáblázatokat, pedig feltételezhető, hogy a lakosság, főleg a fiatalok méretei, méretarányai jelentősen változhattak.) A ruhaipar ennek megfelelően hazai piacra elsősorban a középmagas, szabályos testalakot veszi alapul a méretezésénél, de természetesen ezektől eltérő (magas, zömök, karcsú, telt stb.) testalkatúak számára is gyárt ruhadarabokat.
A különböző testalkatokhoz tartozó jellemző méretek – antropológiai különbségekre visszavezethetően – országonként bizonyos, sokszor jelentős eltéréseket mutatnak, ezért a külföldről származó ruhadarabok, bár ha azonos méretnagyság jelölésűek is, eltérhetnek a hazai szabványokban szereplő, a magyar viszonyokra érvényes méretektől.

## Mérettáblázatok
A mérettáblázatok a tömeggyártásban készülő ruházati termékek méreteit tartalmazzák.
A ruházati iparban többféle mérettáblázatot alkalmaznak:
- belkereskedelmi mérettáblázatok, amelyek a hazai kereskedelmi forgalomba kerülő gyártmányokra vonatkoznak;
- az export-mérettáblázatok a külföldi megrendelők által adott egyedi mérettáblázatok;
- a testméret-táblázatok alkattípusonként (középarányos, magas, alacsony, karcsú, (férfi) hasas, (női) molett, hajlott, feszes, mély vállú, magas vállú) 4 méretet foglalnak magukba: a testmagasságot, a mell-, a csípő- és a derékkerületet (-bőséget);
- a divatméret-táblázatok a divatra jellemző, esetenként változó ruhaméreteket tartalmazzák (pl. szoknya- vagy nadrághossz);
- a műszaki mérettáblázatok egy-egy meghatározott gyártmányra vonatkoznak és nagyságszámonként tartalmazzák a termék minden alkatrészére azokat a méreteket, amelyek alapján a szabásminták megszerkeszthetők;
- a méretnagyság-táblázatok azok, amelyek adatai a vásárló számára adnak felvilágosítást, hogy milyen méretű ruhadarabot válasszon ki.

## A ruhaméret (nagyság) jelentése
A nagyipari tömeges ruhagyártással szükségessé vált, hogy a ruhákat különböző méretekben sorozatban gyártsák. Ehhez tipikus testméreteknek megfelelően méretezik a ruhákat, általában az arányos („normál”) testfelépítést véve alapul. A testméreteket nagyszámú különböző testméretű ember méreteinek felvételével és statisztikai feldolgozásával állapítják meg. Ennek alapján alkotnak ruhaméret-csoportokat, amelyeket számokkal (nagyságszám) jelölnek. Ezek a nagyságszámok az európai szabványok szerint alapesetben
- a felnőtt férfiak ruházatánál a mellbőség felét, női ruhák esetében ennek 6-tal csökkentett értékét jelentik. (Például 96 cm mellbőséghez férfiaknál 96/2=48-as méret, nőknél 96/2–6=42-es méret tartozik). A normál mérettől eltérő szabású ruhadaraboknál ezektől eltérő számrendszereket alkalmaznak;
- gyermekruhák esetében a nagyságszám a testmagasság felső értékét jelöli (pl. 116-os nagyság a 111–116 cm testmagassághoz tartozó ruhadarab jelzésére szolgál);
- melltartók és fűzőáruk esetében a nagyságszám a mell alatti bőség méretét jelöli, emellett betűk (A, B, C, D) utalnak a melltartókosár méretére;
- az ingek nagyságszáma a nyakbőség méretével egyezik;
- kesztyűk esetében a tenyér szélességének megfelelő szám a nagyságszám.

A 20. század közepetáján jelent meg a ruházati világpiacon az Amerikai Egyesült Államokból származó S, M, L, X jelölések, amely rendre kis (Small), közepes (Medium), nagy (Large) és különlegesen (eXtra) nagy méretet takar, és ami később kiegészült XL, XXL, sőt XXXL stb. jelöléssel is: ezek a méret további fokozására utalnak (a néha szintén előforduló XS és XXS a különlegesen kis méretet jelenti). Ezekhez a betűjelölésekhez nem mindig tartoznak szabványosított konkrét méretek, sokszor a gyártók saját mérettáblázataihoz vannak rendelve, vagy az egyes régiókban más-más konkrét méretet értenek alatta.
A ruhaméreteket szokás egy külön rátűzött címkén (piktogramon) úgy is feltüntetni, hogy egy a teljes testet ábrázoló rajzon centiméterben feltüntetik, milyen magas, milyen mell- és milyen derékbőségű személynek felel meg.

## Összehasonlító ruhaméret-táblázatok
A ruhaméreteket a világon számos különféle szabvány szerint jelölik.
- A vonatkozó eredeti nemzetközi szabvány az ISO 3635:1981 Size designation of clothes — Definitions and body measurement procedure  c. szabvány volt, amit 2017-ben az ISO 8559-1:2017 Size designation of clothes — Part 1: Anthropometric definitions for body measurement c. szabvány váltott fel.[5]
- Az Európai Unióban egy új szabványt alkottak EN 13402 néven, ennek magyar megfelelője az MSZ EN 13402-3:2014 Ruházatok méretnagyság-jelölése. 3. rész: Méretek és intervallumok c. szabvány.[6]
- Az Egyesült Királyság (UK) saját, BS 3666:1982 Specification for size designation of women's wear című szabványt alkalmaz.[7]

A különböző országokban alkalmazott ruhaméret-táblázatokat az alábbiakban mutatjuk be néhány ruhafajtára és néhány országra vonatkozólag.

### Női ruhaméretek
| EU  | 32 | 34 | 36 | 38 | 40 | 42 | 44 | 46 | 48 | 50 |
| USA | 2  | 4  | 6  | 8  | 10 | 12 | 14 | 16 | 18 | 20 |
| UK  | 4  | 6  | 8  | 10 | 12 | 14 | 16 | 18 | 20 | 22 |
| USA | XS | S  | S  | M  | M  | L  | L  | XL | 1X | 2X |

| EU  | 40 | 42 | 44 | 46 | 48 | 50 |
| USA | 32 | 34 | 36 | 38 | 40 | 42 |
| UK  | 34 | 36 | 38 | 40 | 42 | 44 |

| EU  | 28 | 30 | 32 | 34 | 36 | 38 | 40 | 42 |
| UK  | 3  | 5  | 7  | 9  | 11 | 13 | 15 | 17 |
| USA | 1  | 3  | 5  | 7  | 9  | 11 | 13 | 15 |

| EU  | 35 | 35½ | 36 | 37 | 37½ | 38 | 38½ | 39 | 40 | 41 | 42 |
| USA | 5  | 5½  | 6  | 6½ | 7   | 7½ | 8   | 8½ | 9  | 9½ | 10 |
| UK  | 2½ | 3   | 3½ | 4  | 4½  | 5  | 5½  | 6  | 6½ | 7  | 7½ |

### Férfi ruhaméretek
| EU       | 44 | 46 | 48 | 50 | 52 | 54 | 56 | 58 | 60 |
| UK / USA | 34 | 36 | 38 | 40 | 42 | 44 | 46 | 48 | 50 |

| EU       | 36 | 37  | 38 | 39  | 40 | 41  | 42 |
| UK / USA | 14 | 14½ | 15 | 15½ | 16 | 16½ | 17 |

| EU       | 39 | 40 | 41  | 42 | 43  | 44 | 45  |
| UK / USA | 9½ | 10 | 10½ | 11 | 11½ | 12 | 12½ |

| EU  | 37½ | 38 | 38½ | 39 | 39½ | 40 | 41 | 42 | 43 | 44  | 45  | 46  |
| UK  | 5½  | 6  | 6½  | 7  | 7½  | 8  | 8½ | 9  | 9½ | 10  | 10½ | 11½ |
| USA | 6   | 6½ | 7   | 7½ | 8   | 8½ | 9  | 9½ | 10 | 10½ | 11  | 12  |